# Кубок ФНЛ 2016
Polytan Ку́бок Футбо́льной национа́льной ли́ги 2016 года — пятый розыгрыш Кубка ФНЛ, который проходил с 14 по 23 февраля 2016 года на Кипре. Обладателем кубка стал оренбургский «Газовик».

## Участники
Отказались от участия в турнире финишировавшие в числе первых 16-ти по итогам первого круга Первенства ФНЛ-2015/16 4 клуба: «Волга» (Нижний Новгород), саратовский «Сокол», иркутский «Байкал» и «Луч-Энергия» из Владивостока. Они были заменены хабаровской «СКА-Энергией» (17-е место после первого круга), московским «Чертаново», «Краснодаром-2» (обе команды — из первенства ПФЛ 2015/2016) и второй командой прошлогоднего победителя — астраханского «Волгаря» (обеими руководил Юрий Газзаев).
Таким образом в турнире приняли участие следующие команды:
1. Арсенал (Тула)
2. Балтика (Калининград)
3. Волгарь (Астрахань) (1-я команда)
4. Волгарь (Астрахань) (2-я команда)
5. Газовик (Оренбург)
6. Енисей (Красноярск)
7. Зенит-2 (Санкт-Петербург)
8. Краснодар-2 (Краснодар)
9. Сибирь (Новосибирск)
10. СКА-Энергия (Хабаровск).
11. Спартак-2 (Москва)
12. Томь (Томск)
13. Тюмень (Тюмень)
14. Факел (Воронеж)
15. Чертаново (Москва)
16. Шинник (Ярославль)

## Регламент

### Формат розыгрыша
В этом году Кубок ФНЛ впервые прошёл с изменённой формулой группового этапа, на котором команды играли не по круговой системе («каждый с каждым»), а распределялись по местам в группах по принципу системы плей-офф.
Разделение участников на группы в зависимости от занятых по итогам первого круга первенства России мест сохранилось, однако теперь оно влияло лишь на соперника по первому матчу. В зависимости от итогов которого строилась дальнейшая турнирная сетка для каждой команды, формируемая по принципу стыковых матчей сначала между командами из одной группы (2-й тур, 2-й матч — победители первого тура определяли победителя группы и команду, которая займёт в группе второе место; проигравшие в первом туре распределяли своим матчем 3-е и 4-е место в группе), далее с соперниками из параллельной группы (1/2 финала, 3-й матч — в соответствии с занятым местом в группе — полуфиналы за 1-4-е среди победителей групп, за 5-8-е среди вторых команд, за 9-12-е среди третьих и 13-16-е среди четвёртых), и в заключительных матчах в по итогам соответствующих полуфиналов разыгрывалось каждое место (финал, матч за 3-е место, матч за 5-е место и т. д.)
Незыблемым остался лишь принцип, согласно которому каждый из участников Кубка должен провести одинаковое количество матчей. Новая формула была разработана для ритмичности календаря — каждый участник Кубка провёл по четыре матча вместо прошлогодних пяти за девять дней.

## Матчи
| Статус                        | Дата     | Город   | Матч                      | Счет      | Голы                                                |
| 1 тур группы А                | 14.02.16 | Ахна    | Томь — СКА-Энергия        | 1:1 (6:5) | Джиоев — Прокофьев                                  |
| 1 тур группы А                | 14.02.16 | Ахна    | Сибирь — Балтика          | 1:2       | Житнев — Гелоян (2)                                 |
| 1 тур группы B                | 14.02.16 | Ларнака | Шинник — Енисей           | 3:2       | Малоян, Шабаев (авто), Булия — Мануковский, Алиев   |
| 1 тур группы B                | 14.02.16 | Ларнака | Арсенал — Зенит-2         | 1:2       | Базанов — Попов А, Шейдаев                          |
| 1 тур группы C                | 15.02.16 | Ларнака | Факел — Чертаново         | 4:0       | Степанец, Михаил Бирюков, Мичуренков, Свежов        |
| 1 тур группы C                | 15.02.16 | Ахна    | Волгарь (I) — Краснодар-2 | 2:0       | Байрыев, Алейник (пен.)                             |
| 1 тур группы D                | 15.02.16 | Ларнака | Газовик — Волгарь (II)    | 1:1 (5:3) | Бреев — Пугачев                                     |
| 1 тур группы D                | 15.02.16 | Ахна    | Спартак-2 — Тюмень        | 1:5       | Пантелеев — Шакуро, Кленкин, Чадов, Абазов, Сапогов |
| 2 тур группы А                | 16.02.16 | Ахна    | СКА-Энергия — Сибирь      | 0:0 (8:9) |                                                     |
| 2 тур группы А                | 16.02.16 | Ахна    | Томь — Балтика            | 0:1       | Сармонт                                             |
| 2 тур группы B                | 16.02.16 | Ларнака | Арсенал — Енисей          | 0:0 (4:5) |                                                     |
| 2 тур группы B                | 16.02.16 | Ларнака | Зенит-2 — Шинник          | 2:2 (3:4) | Попов А, Палиенко — Земсков, Павленко               |
| 2 тур группы C                | 17.02.16 | Ларнака | Факел — Волгарь (I)       | 1:1 (4:5) | Бирюков — Болов                                     |
| 2 тур группы C                | 17.02.16 | Ларнака | Чертаново — Краснодар-2   | 0:1       | Батютин                                             |
| 2 тур группы D                | 17.02.16 | Ларнака | Волгарь (II) — Спартак-2  | 1:4       | Жабкин — Синодзука, Пантелеев, Каюмов, Обухов       |
| 2 тур группы D                | 17.02.16 | Ларнака | Газовик — Тюмень          | 0:0 (4:1) |                                                     |
| 1/2 финала (A/B, 13-16 места) | 19.02.16 | Ахна    | СКА-Энергия — Арсенал     | 0:2       | Вуйович, Удалый (а)                                 |
| 1/2 финала (A/B, 9-12 места)  | 19.02.16 | Ахна    | Сибирь — Енисей           | 2:1       | Шишкин, Житнев — Лескано                            |
| 1/2 финала (A/B, 5-8 место)   | 19.02.16 | Ларнака | Томь — Зенит-2            | 0:2       | Кириенко, Ящук                                      |
| 1/2 финала (A/B, 1-4 места)   | 19.02.16 | Ларнака | Балтика — Шинник          | 0:1       | Павленко                                            |
| 1/2 финала (C/D, 13-16 места) | 20.02.16 | Ларнака | Чертаново — Волгарь (II)  | 1:2       | Солдатенков — Пугачев, Елисеев                      |
| 1/2 финала (C/D, 9-12 места)  | 20.02.16 | Ларнака | Краснодар-2 — Спартак-2   | 1:3       | Фомин — Гулиев, Савичев, Обухов                     |
| 1/2 финала (C/D, 5-8 место)   | 20.02.16 | Ларнака | Факел — Тюмень            | 3:1       | Гриднев, Альшин, Касьян — Чудин                     |
| 1/2 финала (C/D, 1-4 места)   | 20.02.16 | Ларнака | Волгарь (I) — Газовик     | 0:1       | Коронов                                             |
| Матч за 15 место              | 22.02.16 | Ахна    | СКА-Энергия — Чертаново   | 4:0       | Корян, Никифоров, Базелюк, Гатикоев                 |
| Матч за 13 место              | 22.02.16 | Ахна    | Арсенал — Волгарь (II)    | 1:1 (5:4) | Вуйович — Сутормин                                  |
| Матч за 11 место              | 22.02.16 | Ларнака | Енисей — Краснодар-2      | 2:1       | Алиев, Низамутдинов — Батютин                       |
| Матч за 9 место               | 22.02.16 | Ларнака | Сибирь — Спартак-2        | 0:1       | Федчук                                              |
| Матч за 7 место               | 23.02.16 | Ларнака | Томь — Тюмень             | 1:0       | Нехайчик                                            |
| Матч за 5 место               | 23.02.16 | Ларнака | Зенит-2 — Факел           | 1:4       | Мильдзихов — Бирюков (3), Мурнин                    |
| Матч за 3 место               | 23.02.16 | Ларнака | Балтика — Волгарь (I)     | 0:2       | Сутормин, Кренделев                                 |
| Финал                         | 23.02.16 | Ларнака | Шинник — Газовик          | 0:1       | Коронов                                             |